# SANDY (SADSの曲)
『SANDY』は、日本のロックバンド、SADSの2枚目のシングル。1999年10月14日に発売された。

## 概要
- 「SANDY」は、現在でも清春のソロライブでも披露されることが多い楽曲である。
- 「SANDY」「Crisis」共に、ベスト・アルバム『GREATEST HITS 〜BEST OF 5 YEARS〜』に収録されており、「SANDY」はアルバム『BABYLON』にremixが、シングル「DISCO」に再録されたバージョンが収録されている。
- 本作、「TOKYO」、VIDEO『FILM COLLECTOR』の3作品購入者は、抽選で1st TOURのバックステージに招待された (Live終演後、チケット番号で発表しバックステージに招待)。

## 収録曲
| 全作詞: 清春。 |            |           |           |               |      |
| #              | タイトル   | 作詞      | 作曲      | 編曲          | 時間 |
| 1.             | 「SANDY」  | 清春      | 清春      | SADS/土方隆行 | 3:12 |
| 2.             | 「Crisis」 | 清春      | SADS      | SADS/平出悟   | 2:48 |
| 合計時間:      | 合計時間:  | 合計時間: | 合計時間: | 6:06          |      |